# Michael Terry (Leichtathlet)
Michael Terry (* 5. Juni 1973) ist ein ehemaliger antiguanischer Sprinter.

## Leben
Terry erhielt seine Schulbildung an der El Modena High School in Orange, Kalifornien, wo er in drei Sportarten aktiv war (Cross Country, Basketball und Track). An der University of California, Los Angeles (UCLA) zeichnete er sich von 1992 bis 1996 ebenfalls als Leichtathlet aus. Terry war auch Mitglied der Studentenverbindung (honor society) Phi Beta Kappa.

## Olympische Spiele
Terry trat bei den Olympischen Spielen 1996 in Atlanta an. Mit den Teamkollegen N’Kosie Barnes, Mitchell Browne und Howard Lindsay nahm er am 4-mal-400-Meter-Staffellauf teil. Die Mannschaft schied im Vorlauf aus.